# Gustaw Leśnodorski
Gustaw Leśnodorski (ur. 16 listopada 1879 w Stanisławicach, zm. 29 września 1958 w Krakowie) – polski nauczyciel.

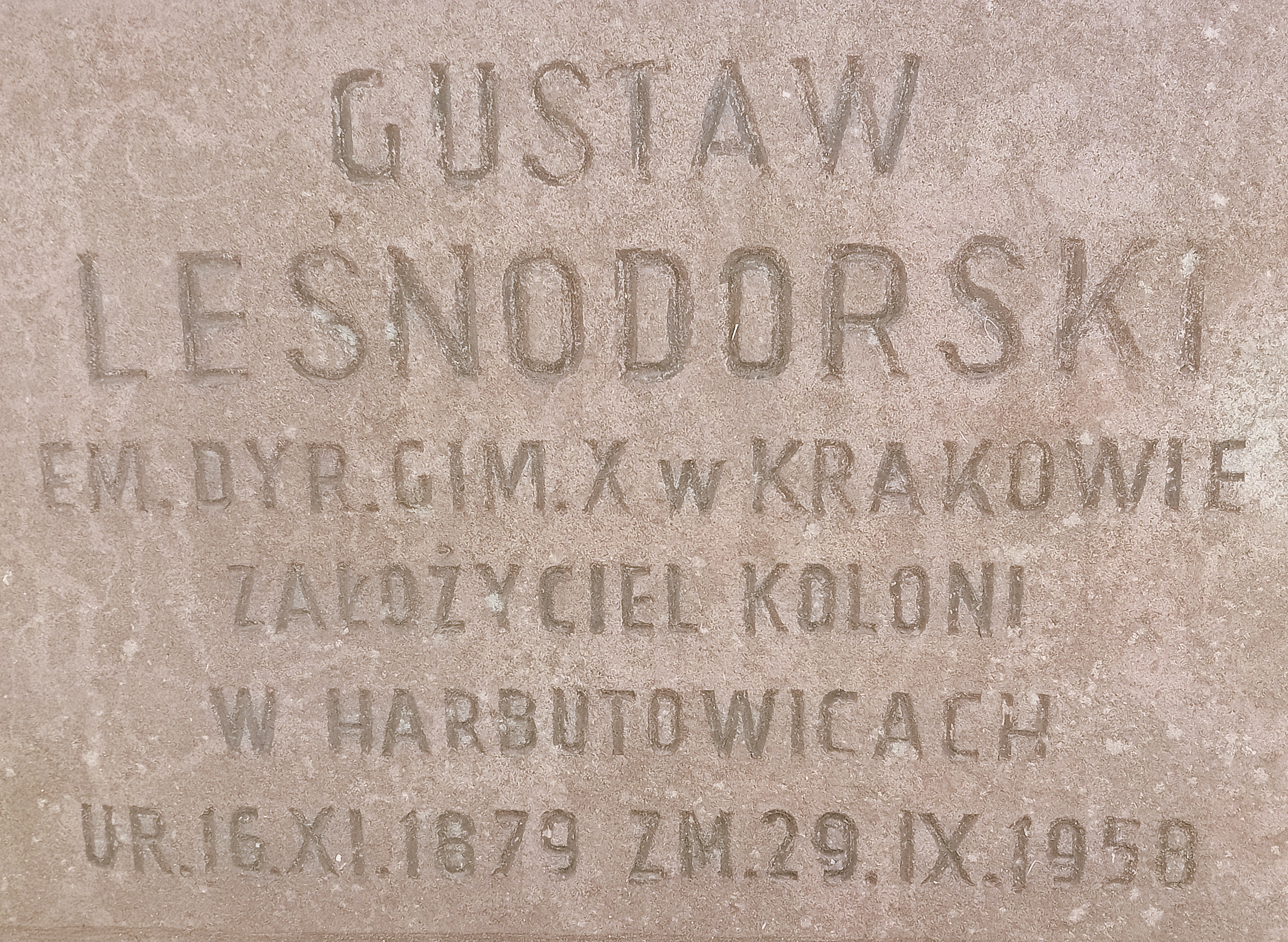
Inskrypcja nagrobna Gustawa Leśnodorskiego

## Życiorys
Urodził się 16 listopada 1879 w Stanisławicach. Podjął pracę nauczyciela od 2 września 1903, egzamin zawodowy złożył 5 grudnia 1903, a 2 czerwca 1904 został mianowany nauczycielem rzeczywistym. Był nauczycielem matematyki i fizyki. W 1909 uczył w VI C. K. Gimnazjum w Krakowie-Podgórzu. W latach 1912–1920 był nauczycielem matematyki i fizyki w C. K. III Gimnazjum w Krakowie. 
Podczas I wojny światowej jako profesor VIII rangi został powołany 15 lutego 1915 do c. i k. Armii. Na stopień podporucznika sanitarnego rezerwy został mianowany ze starszeństwem z 1 sierpnia 1916. Jego oddziałem macierzystym był Oddział Sanitarny Nr 15 przy Szpitalu Garnizonowym Nr 15 w Krakowie (później przemianowany na Kompanię Sanitarną Nr 15).
8 stycznia 1924 został zatwierdzony w stopniu porucznika ze starszeństwem z 1 czerwca 1919 i 5. lokatą w korpusie oficerów rezerwy administracji, dział sanitarny. Posiadał wówczas przydział w rezerwie do 10 Batalionu Sanitarnego w Przemyślu.
29 lutego 1920 został przeniesiony do Państwowego Gimnazjum Żeńskiego przy ulicy Franciszkańskiej 1 w Krakowie, którego został dyrektorem od 1 stycznia 1921 i pełnił to stanowisko w latach 20. II Rzeczypospolitej.
Został pochowany w grobowcu rodzinnym na cmentarzu Rakowickim w Krakowie (kwatera XXVIIIa-płd-po lewej Kulków).

## Rodzina
Był żonaty z Marią z Owińskich (1882–1969), z którą miał synów: Bogusława (1914–1985), historyka i Zygmunta (1907–1953), literata, krytyka, historyka literatury, teatrologa. Prawnukiem Gustawa jest Bogusław, prawnik, prezes Legii Warszawa w latach 2012–2017.

## Ordery i odznaczenia
- Krzyż Oficerski Orderu Odrodzenia Polski (11 listopada 1937)[16]
- Złoty Krzyż Zasługi Cywilnej z Koroną na wstążce Medalu Waleczności (Austro-Węgry)[6]
- Krzyż Jubileuszowy dla Cywilnych Funkcjonariuszów Państwowych (Austro-Węgry)[3]